# Copa Suruga Bank 2008
La Copa Suruga Bank 2008 se disputó en un único partido en Japón entre el Gamba Osaka del mismo país (campeón de la Copa J. League 2007) y el equipo argentino Arsenal (campeón de la Copa Sudamericana 2007).

## Clubes clasificados
| País      | Equipo      | Vía de clasificación                 |
| --------- | ----------- | ------------------------------------ |
| Japón     | Gamba Osaka | Campeón de la Copa J. League 2007    |
| Argentina | Arsenal     | Campeón de la Copa Sudamericana 2007 |

## Sede
La competición se diputó en el Estadio Nagai de la ciudad de Osaka, recinto donde ocasionalmente hace las veces de local el Gamba Osaka.
| Japón               |              |
| Ciudad              | Estadio      |
| Osaka               | Yanmar Nagai |
|                     |              |
| 47 816 espectadores |              |

## Partido
Como detalle, cabe destacar que se permitieron realizar hasta seis cambios de jugadores.

### Ficha
| 22         | POR        | Yosuke Fujigaya   |       |
| 2          | DEF        | Sota Nakazawa     |       |
| 5          | DEF        | Satoshi Yamaguchi | 90+7' |
| 19         | DEF        | Takumi Shimohira  | 88'   |
| 21         | DEF        | Akira Kaji        | 63'   |
| 10         | MED        | Takahiro Futagawa |       |
| 16         | MED        | Hayato Sasaki     | 84'   |
| 17         | MED        | Tomokazu Myōjin   | 90+4' |
| 27         | MED        | Hideo Hashimoto   |       |
| 9          | DEL        | Lucas             |       |
| 30         | DEL        | Masato Yamazaki   | 67'   |
| Entrenador | Entrenador | Akira Nishino     |       |

| 1          | POR        | Mario Cuenca       |       |
| 4          | DEF        | Darío Espínola     | 81'   |
| 19         | DEF        | Jossimar Mosquera  |       |
| 6          | DEF        | Aníbal Matellán    |       |
| 18         | DEF        | Cristian Díaz      |       |
| 16         | MED        | Sebastián Carrera  | 71'   |
| 13         | MED        | Carlos Casteglione |       |
| 5          | MED        | Cristian Pellerano | 90+4' |
| 8          | MED        | Javier Yacuzzi     |       |
| 10         | DEL        | Alejandro Gómez    | 90+2' |
| 11         | DEL        | Facundo Sava       | 76'   |
| Entrenador | Entrenador | Daniel Garnero     |       |

| 5  | DEF | Yohei Fukumoto | 63'   |
| 14 | MED | Shu Kurata     | 67'   |
| 11 | MED | Takuya Takei   | 84'   |
| 9  | DEF | Mineiro        | 88'   |
| 15 | DEL | Shoki Hirai    | 90+4' |
| 22 | DEL | Hideya Okamoto | 90+7' |

| 9  | DEL | Luciano Leguizamón | 71'   |
| 17 | DEL | Facundo Coria      | 76'   |
| 14 | DEF | Javier Gandolfi    | 81'   |
| 15 | MED | Nahuel Sachetto    | 90+2' |
| 7  | MED | Andrés San Martín  | 90+4' |

| Anotado | 85' | Carlos Casteglione | 0-1 |

| Amonestado | 87' | Sota Nakazawa |
| Amonestado | 87' | Shu Kurata    |

| Amonestado | 19' | Facundo Sava       |
| Amonestado | 89' | Cristian Pellerano |

| Otorgado · Otorgado otra vez · Expulsado | 90+5 | Christian Díaz |

| Árbitro:             | Liang Zhao   |
| Árbitros asistentes: | Weiming Huo  |
| Árbitros asistentes: | Dongnan Li   |
| Cuarto árbitro:      | Hajim Matsuo |

| 22         | POR        | Yosuke Fujigaya   |       |
| 2          | DEF        | Sota Nakazawa     |       |
| 5          | DEF        | Satoshi Yamaguchi | 90+7' |
| 19         | DEF        | Takumi Shimohira  | 88'   |
| 21         | DEF        | Akira Kaji        | 63'   |
| 10         | MED        | Takahiro Futagawa |       |
| 16         | MED        | Hayato Sasaki     | 84'   |
| 17         | MED        | Tomokazu Myōjin   | 90+4' |
| 27         | MED        | Hideo Hashimoto   |       |
| 9          | DEL        | Lucas             |       |
| 30         | DEL        | Masato Yamazaki   | 67'   |
| Entrenador | Entrenador | Akira Nishino     |       |

| 1          | POR        | Mario Cuenca       |       |
| 4          | DEF        | Darío Espínola     | 81'   |
| 19         | DEF        | Jossimar Mosquera  |       |
| 6          | DEF        | Aníbal Matellán    |       |
| 18         | DEF        | Cristian Díaz      |       |
| 16         | MED        | Sebastián Carrera  | 71'   |
| 13         | MED        | Carlos Casteglione |       |
| 5          | MED        | Cristian Pellerano | 90+4' |
| 8          | MED        | Javier Yacuzzi     |       |
| 10         | DEL        | Alejandro Gómez    | 90+2' |
| 11         | DEL        | Facundo Sava       | 76'   |
| Entrenador | Entrenador | Daniel Garnero     |       |

| 5  | DEF | Yohei Fukumoto | 63'   |
| 14 | MED | Shu Kurata     | 67'   |
| 11 | MED | Takuya Takei   | 84'   |
| 9  | DEF | Mineiro        | 88'   |
| 15 | DEL | Shoki Hirai    | 90+4' |
| 22 | DEL | Hideya Okamoto | 90+7' |

| 9  | DEL | Luciano Leguizamón | 71'   |
| 17 | DEL | Facundo Coria      | 76'   |
| 14 | DEF | Javier Gandolfi    | 81'   |
| 15 | MED | Nahuel Sachetto    | 90+2' |
| 7  | MED | Andrés San Martín  | 90+4' |

| Anotado | 85' | Carlos Casteglione | 0-1 |

| Amonestado | 87' | Sota Nakazawa |
| Amonestado | 87' | Shu Kurata    |

| Amonestado | 19' | Facundo Sava       |
| Amonestado | 89' | Cristian Pellerano |

| Otorgado · Otorgado otra vez · Expulsado | 90+5 | Christian Díaz |

| Árbitro:             | Liang Zhao   |
| Árbitros asistentes: | Weiming Huo  |
| Árbitros asistentes: | Dongnan Li   |
| Cuarto árbitro:      | Hajim Matsuo |

|                             |
| Bandera de Argentina        |
| Campeón Arsenal 1.er título |